# الفتيات الذهبيات
الفتيات الذهبيات (بالإسبانية: Las Niñas de Oro)‏، ويُطلق عليهن أيضًا الفتيات الذهبيات في أتلانتا، هو اللقب الذي عرفت به بطلات فريق الجمباز الإيقاعي الإسباني للسيدات اللتي حققن الميدالية الذهبية الأولمبية في حدث الجمباز الشامل للسيدات دورة الألعاب الأولمبية الصيفية 1996 في أتلانتا وهن مارتا بالدو، نوريا كابانياس، إستيلا خيمينيز، لورينا غورينديث، تانيا لاماركا وإستيباليث مارتينث، وكذلك لاعبة الجمباز البديلة مايدر إسبارزا، التي لم يتم استدعاؤها في أتلانتا ولكن شاركت الفريق في مسابقات سابقة. ومن الجدير بالذكر أيضًا ماريا باردو كانت جزء من هذا الجيل، التي غادرت المعسكر التدريبي للفريق قبل شهرين من الألعاب. تراوحت أعمارهن جميعًا تتراوح بين 15 و17 عامًا، وبذلك شكلوا مجموعة من أصغر بطلات أولمبيات في تاريخ إسبانيا اللتي حققن الميدالية الأولمبية. كانت أيضًا أول ميدالية ذهبية أولمبية في الجمباز الإسباني، وكذلك الأولى في التاريخ في طريقة المجموعة، منذ أن أصبحت جزءًا من الألعاب الأولمبية في أتلانتا، بدأ استخدام اللقب في وسائل الإعلام المختلفة بعد عودة المجموعة إلى إسبانيا.
عاشت عضوات الفريق وتدربن معًا منذ وصولهن إلى المنتخب الوطني في صالة موسكاردو للألعاب الرياضية يوميًا في العام السابق للبطولة الألعاب الأولمبية، حيث توقفن عن الذهاب إلى المدرسة. تم تدريبهم من قبل المدربة إميليا بونيفا وماريا فرنانديز أوستولازا، و ماريسا ماتيو مصممة الرقصات منذ يناير 1996 للتركيز فقط على أتلانتا، حيث ستقام بطولة الفريق لأول مرة. كان نجاح المدربة إميليا بونيفا الأبرز هو الفوز بالميدالية الذهبية في دورة الألعاب الأولمبية في أتلانتا عام 1996. كما قادت المجموعة للفوز بالعديد من الميداليات في بطولة العالم أعوام 1994، 1995، 1996 و1998، أو البطولات الأوروبية أعوام 1993، 1995 و1997. خطت الفتيات سجلاً حافلاً من الميداليات في نهائيات كأس العالم والأوروبية وغيرها من المسابقات الدولية، بالإضافة إلى حصولهم على العديد من الجوائز، مثل الوسام الأولمبي من اللجنة الأولمبية الإسبانية (1996)، والميدالية الذهبية من الوسام الملكي للرياضة الاستحقاق (1996)، وكأس بارون دي غويل في حفل توزيع جوائز الرياضة الوطنية (1997)، والميدالية الذهبية لوسام الاستحقاق الرياضي الملكي (2015)، وهو أعلى وسام في الرياضة الإسبانية. 
في عام 2006 تم تسجيل فيلم وثائقي عن قصتهم بعنوان "الفتيات الذهبيات" صدر عام 2013 على موقع يوتيوب، وفي عام 2016 أقيم حفل الذكرى العشرين للميدالية الذهبية في أتلانتا 96 في بطليوس، بعد 22 عامًا اجتمعت المجموعة في مدريد، والحديث عن الأوقات التي قضوه معاً وفي الميدالية الذهبية في أتلانتا، تستغل المجموعة خبرتها وشغفها المستمر بالرياضة في إلهام الشباب، ادارت كابانياس وتانيا لاماركا أيضًا معسكرات الجمباز الإيقاعي الخاصة بهم. تركز لاماركا على الشباب ذوي الإعاقة، وألفت أيضًا كتابًا بعنوان "دموع من أجل ميدالية"، عبرت نوريا كابانياس عن تلك اللاحظات قاله: 
| الفتيات الذهبيات | أنهم لم يفهموا أهميتها، اليوم فقط أدركنا ما حققناه أهمية تمثيل البلد، تلك الميدالية وما تمثله في ذلك الوقت لم نكن على دراية بذلك | الفتيات الذهبيات |

## الفتيات السبع الذهبيات

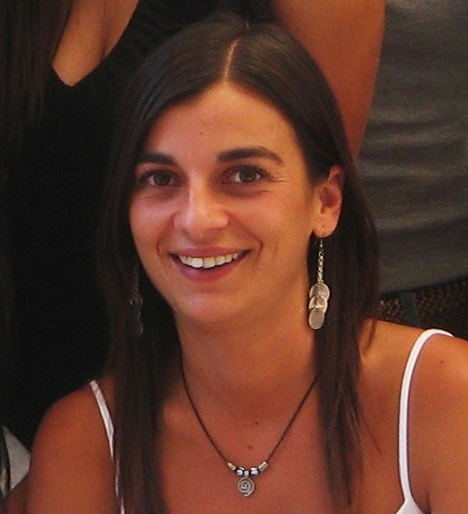
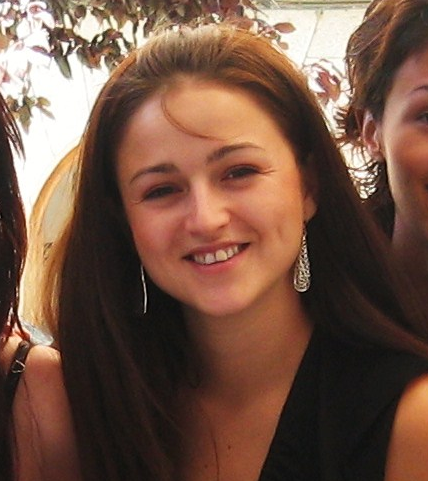
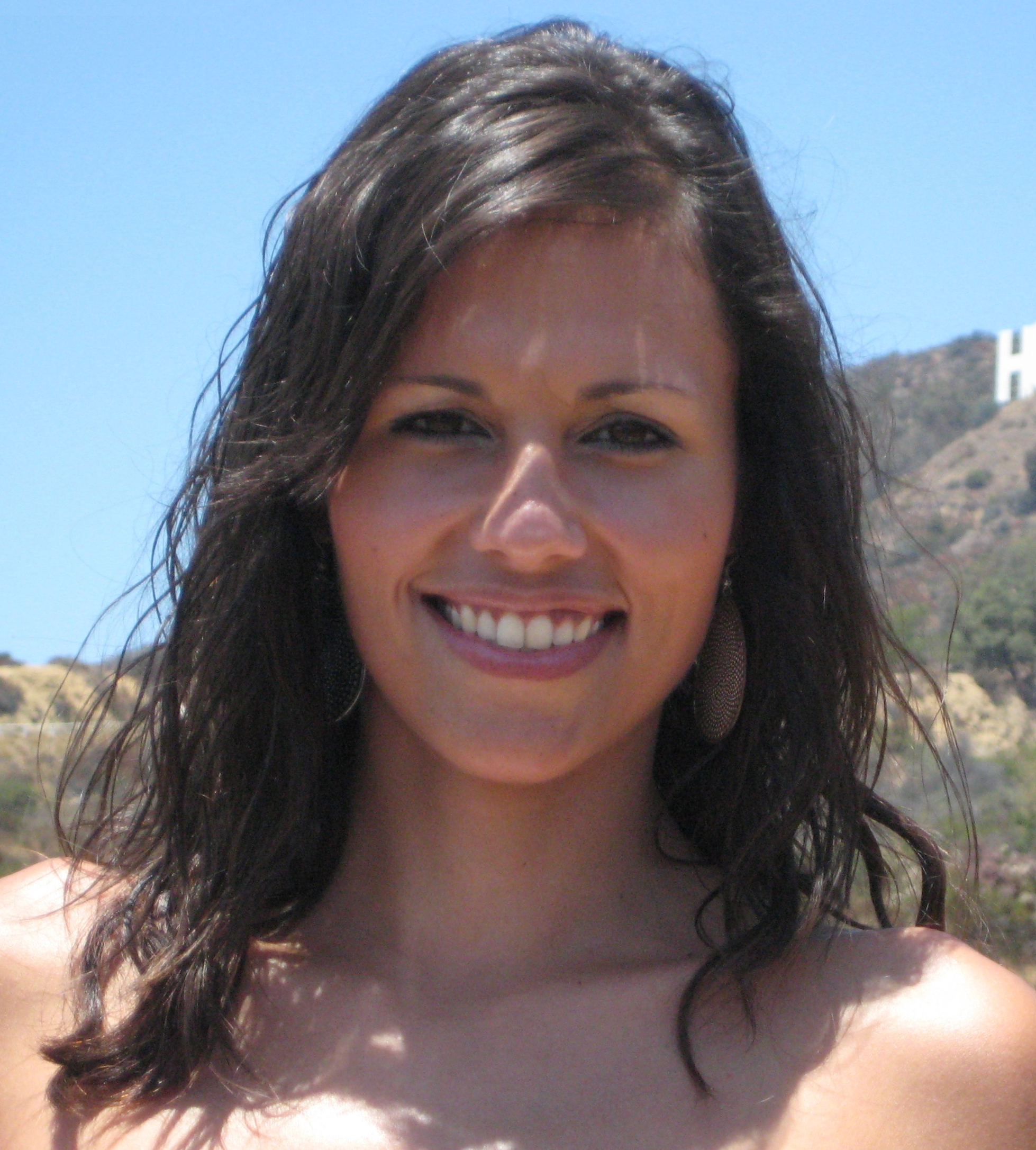
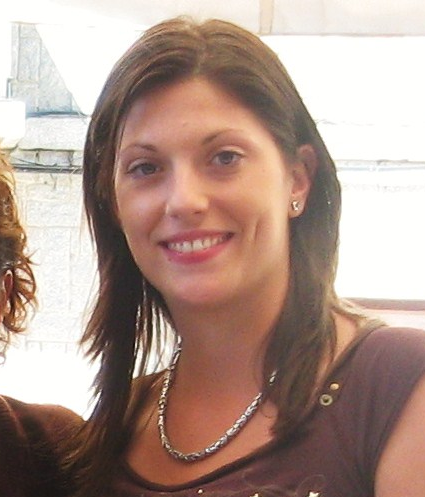
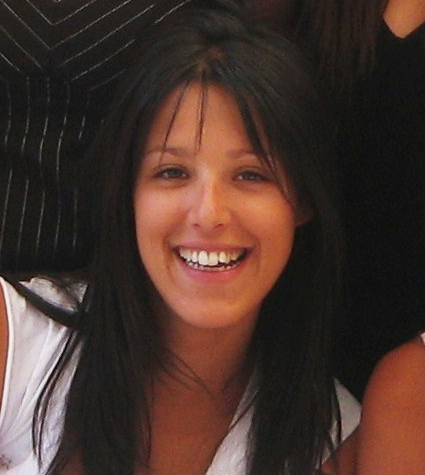
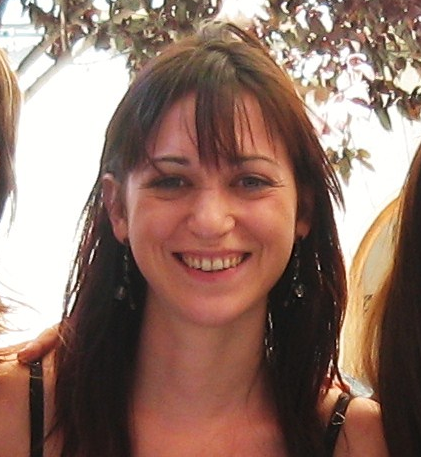
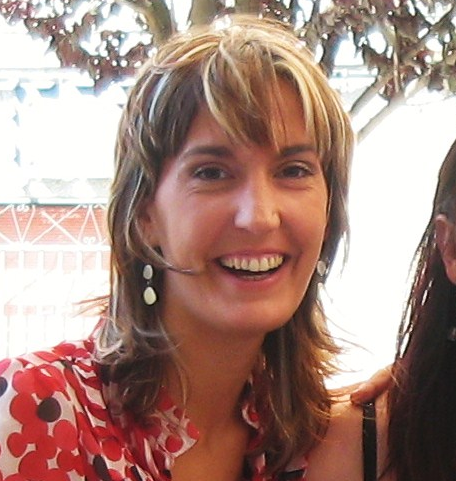

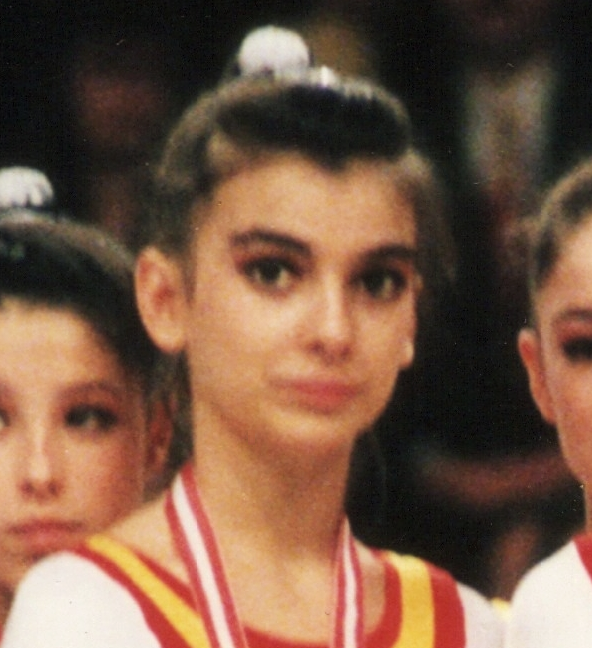
مارتا بالدو (1994-1997)
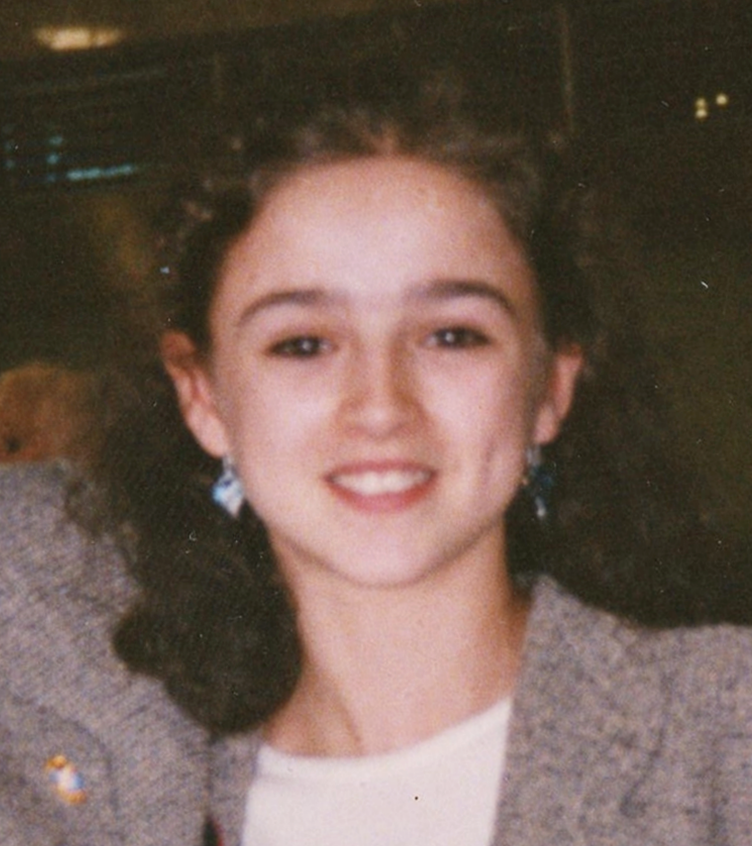
نوريا كابانياس (1995-1999)
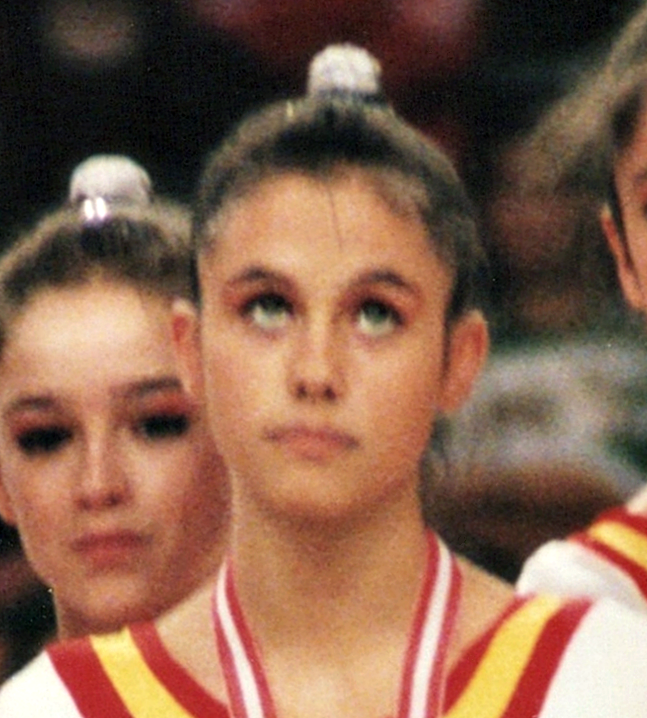
إستيلا خيمينيز (1994-1997)
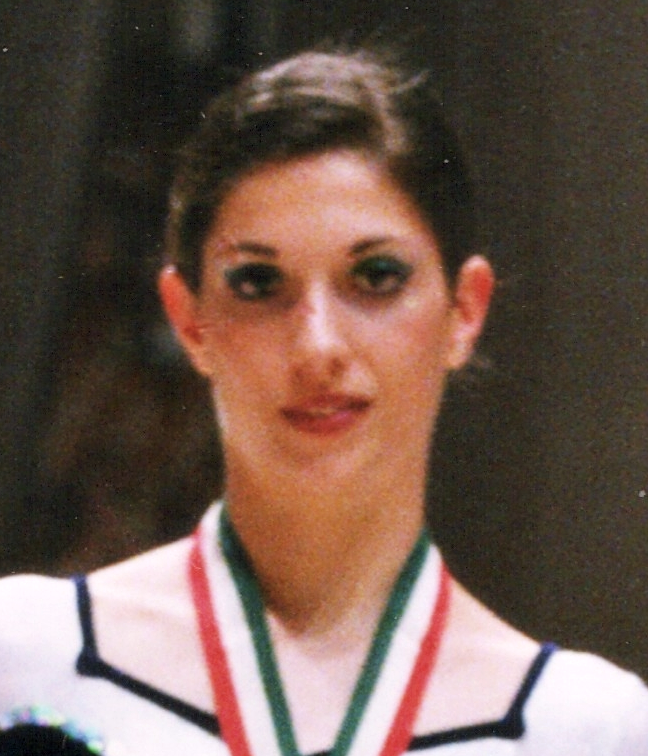
لورينا غورينديث (1995-2000)
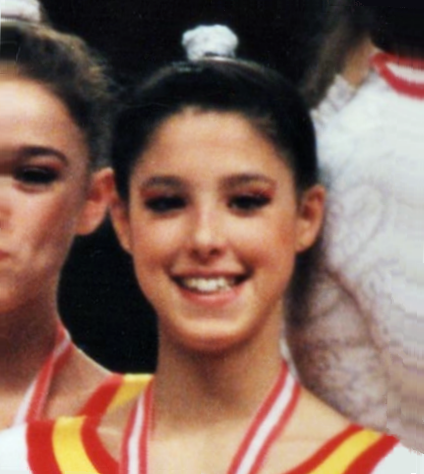
تانيا لاماركا (1995-1997)
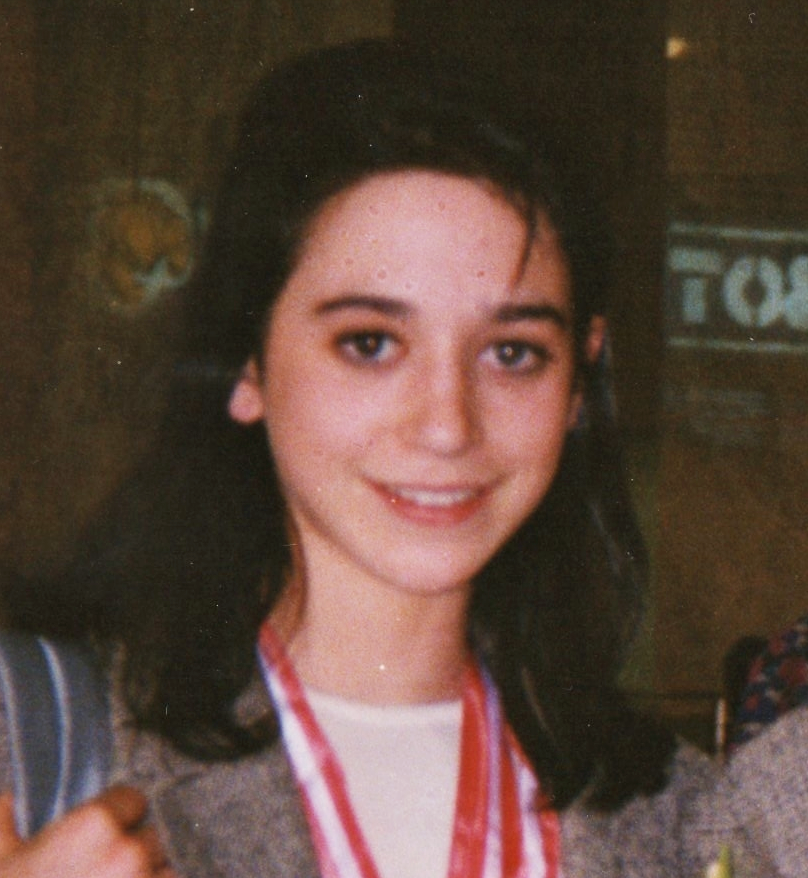
إستيباليث مارتينث (1994-1997)
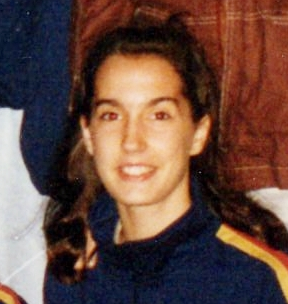
مايدر إسبارزا (1994-1996)

### مارتا بالدو
ولدت مارتا بالدو مارين (ولدت في 8 أبريل 1979 في فياخويوسا، أليكانتي) كابتن الفريق في عامي 1995 و1996، ولاعبة قادمة من نادي أتلتيكو مونتيمار، دولية لأول مرة في بطولة أوروبا للناشئين عام 1993، ولاعبة جمباز في مستوى النخبة في بطولة أوروبا 1994، ثم تنافس جمباز الفردي في عام 1994، طلبت منها مدربة المنتخب الوطني، إميليا بونيفا، أن تصبح جزءًا من الفريق الأول، حيث ستبقى حتى تقاعدها. وبالإضافة إلى الميدالية الذهبية في أتلانتا، لديه ميداليتين ذهبيتين وأربعة ميداليات فضية وميداليتين برونزية في بطولة العالم حيث تعتبر أفضل لاعبة جمباز إسبانية حاصلة على أكبر عدد من الميداليات في بطولة العالم بإجمالي 8 ميداليات، حققت أيضا ميدالية فضية وميداليتين برونزية في البطولات الأوروبية والعديد من الميداليات الأخرى في مختلف البطولات الدولية. تم الإعلان عن تقاعدها في أبريل 1997 إلى جانب إستيلا خيمينيز وماريا تيريزا فوستير وماريا فلور إلسو.

### نوريا كابانيلاس
نوريا كابانيلاس بروفينسيو (ولدت في 9 أغسطس 1980 في فيلافرانكا ديل باناديس، برشلونة) انضمت إلى الفريق الأول في عام 1995 قادمة من نادي جيمناسيا باداجوز. في السابق كان يلعب دوليًا مع فريق الناشئين. وبالإضافة إلى الميدالية الأولمبية، حققت 3 ذهبيات و4 فضيات في كأس العالم، و فضيتين و4 برونزيات في البطولات الأوروبية، تقاعدت في عام 1999. وهي لاعبة الجمباز الإسبانية الوحيدة التي فازت بالميدالية الذهبية في بطولة العالم ثلاث مرات، على الرغم من أن كانت بديلة للفريق. حاصلة على لقب مدربة الجمباز الإيقاعي الوطنية.

### إستيلا جيمينيز
إستيلا جيمينيز سيد (ولدت في 29 مارس 1979 في مدريد) لاعبة جمباز من نادي أتلتيكو مونتيمار في أليكانتي، انضمت إلى المنتخب الوطني في عام 1994. كانت أول منافسة رسمية لها هي بطولة العالم للجمباز الإيقاعي عام 1994، عندما كانت تبلغ من العمر 17 عامًا و126 يومًا كانت أكبر لاعبة جمباز في الفريق الذي فاز بالميدالية الذهبية الأولمبية. بالإضافة إلى تلك الميدالية، حققت ميدالتين ذهبية وأربع ميداليات فضية وبرونزيتان في نهائيات كأس العالم، وفضية وبرونزيتان في البطولات الأوروبية. أعلن اعتزاله في أبريل 1997 بسبب إصابة في الغضروف المفصلي. إلى جانب مارتا بالدو، وبيتو فوستر، ولوريا إلسو، تعتبر أكثر لاعبة الجمباز إسبانية حصلت على ميداليات في بطولة العالم، بإجمالي 8 ميداليات. عملت بعد مسيرتها الرياضية مقدمة برامج تلفزيونية.

### لورينا خورينديز
لورينا جورينديز جارسيا (ولدت في 7 مايو 1981 في فيتوريا) لاعبة جمباز من نادي أوسكيتكسو في فيتوريا، كانت آخر الفتيات الذهبيات اللاتي انضممن إلى المجموعة وأصغرهن جميعًا، بعد أن كانت لاعبة دولية فردي، أصبحت لاعبة الفريق الأساسية في مايو 1996، بعد اعتزال ماريا باردو، قبل شهرين من الألعاب الأولمبية. وتمتلك لورينا، بالإضافة إلى الميدالية الذهبية الأولمبية، ميداليتين ذهبية وميداليتين فضية في بطولة العالم، وميدالية فضية و ميداليتين برونزية في البطولات الأوروبية، تقاعدت في عام 2000، بعد أن لعبت دورة الألعاب الأولمبية في سيدني، وكانت آخر من يتقاعد من فريق أتلانتا. وهو أصغر رياضية إسبانية تفوز بميدالية أولمبية، وذلك بعمر 15 عامًا و87 يومًا. بعد تقاعدها عملت أخصائية علاج طبيعي وتدير مركزها الخاص للعلاج الطبيعي والتغذية في فيتوريا، على الرغم من أنها تحمل أيضًا لقب المدرب الوطني للجمباز الإيقاعي.

### تانيا لاماركا
تانيا لاماركا سيلادا (ولدت في 30 أبريل 1980 في فيتوريا) لاعبة جمباز من نادي بيتي أوريرا في فيتوريا، انضمت إلى المنتخب الوطني عام 1995 وبالإضافة إلى ذهبية أتلانتا، لديه ميداليتين ذهبية وثلاث ميداليات فضية في كأس العالم، وميداليتين فضية وثلاث ميداليات  برونزية في البطولات الأوروبية، تركت المنتخب الوطني في ديسمبر 1997. نشر سيرته الذاتية بعنوان "الدموع من أجل الميدالية" عام 2008، وتحمل لقب مدرب الجمباز الإيقاعي الوطني، درَّست رياضات أخرى، مثل التزلج على الجليد، قدمت العديد من المؤتمرات حول المعرفة والقيم التي منحتها له تجربته الرياضية، ترشحت لرئاسة اتحاد ألفيسا للجمباز عام 2016 .

### إستيباليز مارتينيز
إستيباليز مارتينيز ييرو (ولدت في 9 مايو 1980 في فيتوريا) لاعبة جمباز من نادي بيتي أوريرا، انضم إلى الفريق الإسباني في نهاية عام 1994. بالإضافة إلى الذهب الأولمبي، لديه ميداليتين ذهبية ووثلاث ميداليات فضية في كأس العالم وميدالية فضية وميداليتين برونزية في البطولات الأوروبية، من بين العديد من الجوائز الأخرى. خضعت لعملية جراحية في سبتمبر 1996 ويناير 1997 بسبب تمزق الغضروف المفصلي الذي كانت تعاني منه منذ ما قبل الألعاب. نظرًا لأنها لم تتعاف بعد، أعلنت تقاعدها في أبريل 1997. وهي تحمل لقب مدربة الجمباز الإيقاعي الوطنية وعملت بعدها كمدربة بيلاتيس وأخصائية تدليك في فيتوريا.

### مايدر إسبارزا
مايدر إسبارزا إليزالدي (ولدت في 28 أبريل 1979 في بامبلونا)  لاعبة جمباز من نادي بامبلونا للسباحة، انضمت إلى المنتخب الوطني عام 1994. وكانت لاعبة جمباز بديلة في كلا التدريبين عامي 1995 و1996، رغم استدعائها للمنافسات. في دورة الألعاب الأولمبية في أتلانتا، كان بإمكان كل فريق أن يضم ستة لاعبات جمباز فقط، لذلك تم استبعادها. تقاعدت من اللعبة في سبتمبر 1996.

## الميدالية الذهبية في الألعاب الأولمبية الصيفية 1996
تم اعتماد مسابقة فرق الجمباز الإيقاعي لأول مرة في الألعاب الأولمبية في أتلانتا. قبل ذلك العام توقفت لاعبات الفريق عن الذهاب إلى مدرستهم، مدرسة نوسترا سينورا دي ألتاجراسيا الخاصة. للتركيز على التحضير للحدث الأولمبي. بالنسبة لموسم 1996، تم إجراء إعدادات جديدة لكل حدث الثلاث كرات و شريطين وحركات الأرضية وحدث الخمس حلقات. كانت موسيقى حركات الأرضية والأطواق عبارة عن مزيج من عدة أغاني من المسرحيات الموسيقية الأمريكية قصة الجانب الغربي، بشكل رئيسي أغنية "أمريكا"، من ألحان ليونارد برنستاين، أو "حصلت على الإيقاع" و"احتضنك"، الأغاني التي أنشأها جورج غيرشوين والتي ظهرت في الموسيقى التصويرية لفيلم أمريكي في باريس. من جهتها، في حدث 3 كرات وشريطين عام 1996، تم استخدام لحن "الفجر الأندلسي"، وهي أغنية سبق أن استخدمها لاعبة الجمباز الإسبانية كارمين أثيدو عام 1991 مع وجود توزيعات موسيقية أخرى.
بعد فترة وجيزة من كأس العالم في بودابست، حيث أصبح الفريق الإسباني مرة أخرى بطل العالم في 3 كرات وشريطين، كما فعل في العام السابق، في بداية أغسطس 1996، أقيمت مسابقة الفرق في الألعاب الأولمبية أتلانتا. ووصل المنتخب الإسباني إلى القرية الأولمبية في 13 يوليو 1996، للمشاركة في عرض الرياضيين خلال حفل افتتاح الألعاب الذي أقيم يوم 19 يوليو. وستقام مسابقة الجمباز الإيقاعي في مدرج ستيجمان، وهو جناح يقع في مدينة أثينا، على بعد حوالي 100 كيلومتر من أتلانتا. حضر المنتخب الوطني الحدث الأولمبي بفريق مكون من مارتا بالدو، ونوريا كابانيلاس، وإستيلا جيمينيز، ولورينا جورينديز، وتانيا لاماركا، وإستيباليز مارتينيز. يمكن استدعاء لاعبي الجمباز الستة المنتظمين من قبل الفريق فقط، لذا تم استبعاد لاعبة الجمباز البديلة مايدر إسبارزا. كما حدث سابقًا في بطولة العالم في بودابست، كانت لورينا جورينديز لاعبة جمباز بديلة في حدث الحلقات الخمس، بينما كانت نوريا كابانيلاس في حدث الثلاث كرات والشريطين.